# Great Britain (transatlantico)
Great Britain è una nave museo ed ex piroveliero in servizio merci e passeggeri transatlantico molto avveniristica per il suo tempo. Era la nave passeggeri più lunga del mondo dal 1845 al 1854. Fu progettata da Isambard Kingdom Brunel per il servizio transatlantico della Great Western Steamship Company tra Bristol e New York. Mentre altre navi erano state costruite in acciaio o equipaggiate con un'elica a vite, la SS Great Britain fu la prima a unire queste caratteristiche in una grande nave oceanica. Fu il primo piroscafo di acciaio ad attraversare l'Atlantico, nel 1845, nel tempo di 14 giorni.
La nave misura 98 metri (322 ft) di lunghezza e ha una stazza di 3.400 tonnellate. Era azionata da due motori a 2 cilindri inclinati ad azione diretta, con alesaggio gemello di 220 centimetri (88 in) e con corsa di 180 centimetri (6 ft). Le fu anche fornita una potenza velica secondaria. I quattro ponti offrivano alloggio a un equipaggio di 120 persone, oltre a 360 passeggeri che erano dotati di cabine, sala da pranzo e saloni lungomare.
Quando fu varata nel 1843, la SS Great Britain fu di gran lunga la più grande nave galleggiante. Tuttavia, la sua lunga costruzione e gli alti costi avevano lasciato i suoi proprietari in una situazione finanziaria difficile, e furono costretti a cessare l'attività nel 1846 dopo aver speso tutti i loro fondi per ri-galleggiare la nave dopo che si era incagliata a Dundrum Bay nella contea di Down vicino Newcastle nell'Irlanda del Nord, dopo un errore di navigazione. Nel 1852 fu venduta per il salvataggio e riparata. La SS Great Britain ha trasportato migliaia di immigranti in Australia dal 1852 fino alla conversione a vela nel 1881. Tre anni dopo fu ritirata nelle Isole Falkland dove fu utilizzata come deposito, nave di quarantena e trasporto di carbone fino al naufragio nel 1937.
Nel 1970, a seguito di una donazione in contanti da parte di Sir Jack Hayward, OBE (1923-2015) che pagò il traino della nave nel Regno Unito, la Great Britain fu restituita al bacino di carenaggio di Bristol dove fu costruita 127 anni prima. Hayward era un importante uomo d'affari, sviluppatore, filantropo e proprietario della squadra di calcio inglese Wolverhampton Wanderers. Ora elencata come parte della National Historic Fleet, è una pluripremiata attrazione turistica e una nave museo nel porto di Bristol, conta tra 150.000 e 200.000 visitatori all’anno.

## Sviluppo

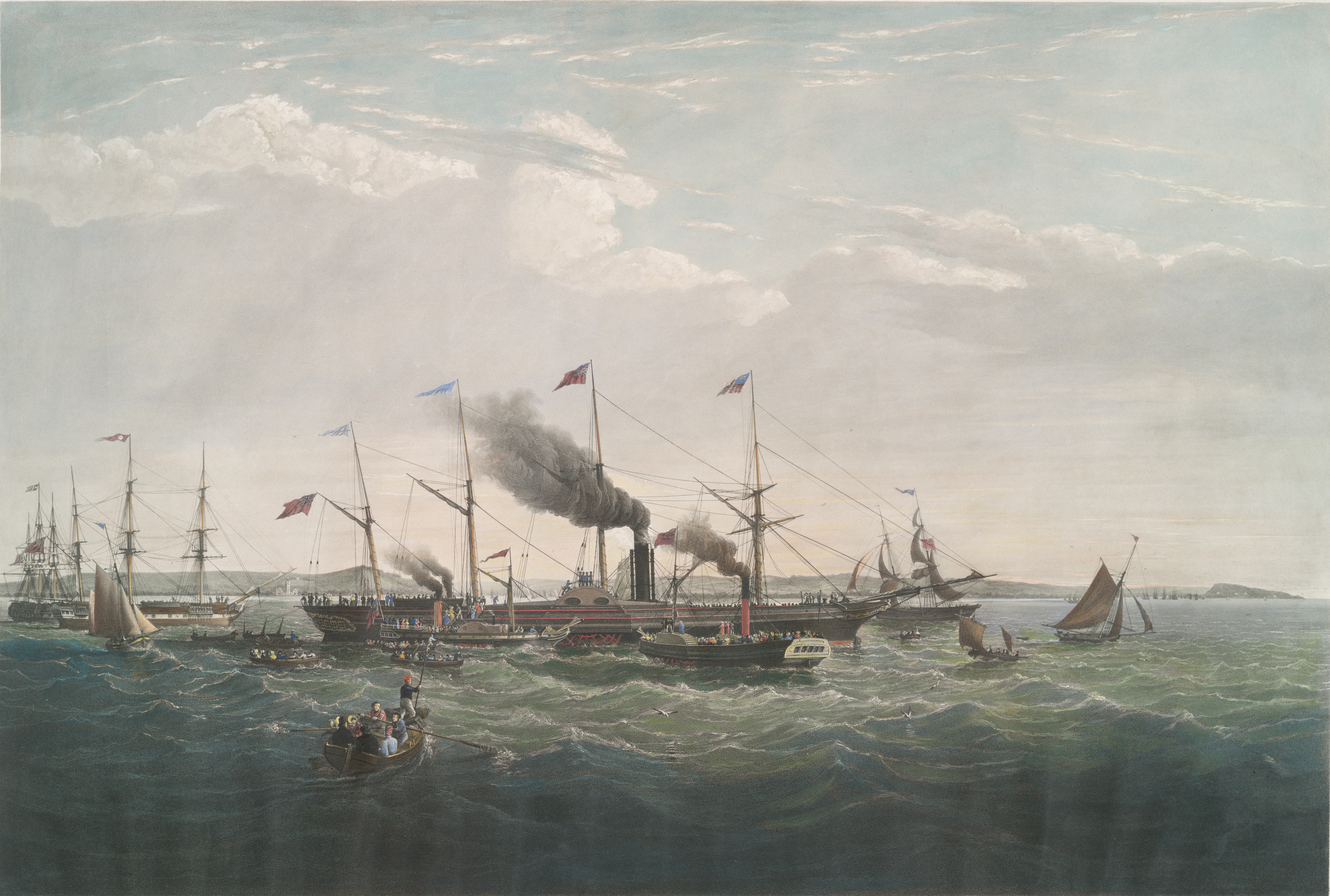
La SS Great Western nel suo viaggio inaugurale.

La Great Western Steamship Company, dopo il successo iniziale della sua prima nave di linea (la SS Great Western del 1838), raccolse materiali per una nave gemella, provvisoriamente chiamata City of New York. Lo stesso team di ingegneri che aveva collaborato con tanto successo sulla SS Great Western (Isambard Brunel, Thomas Guppy, Christopher Claxton e William Patterson) è stato nuovamente riunito. Questa volta, tuttavia, Brunel, la cui reputazione era al culmine, arrivò ad affermare il controllo generale sul progetto della nave, una situazione che avrebbe avuto conseguenze di vasta portata per l'azienda. La costruzione è stata effettuata in un bacino di carenaggio appositamente adattato a Bristol, in Inghilterra.

### Adozione dello scafo in acciaio
Due incontri casuali hanno influenzato profondamente il design della SS Great Britain. Verso la fine del 1838, la nave da posta sulla manica Rainbow di John Laird da 65 metri (213 ft), la più grande nave con scafo di acciaio in servizio, fece scalo a Bristol. Brunel ha inviato i suoi soci Christopher Claxton e William Patterson a fare un viaggio di ritorno ad Anversa su Rainbow per valutare l'utilità del nuovo materiale da costruzione. Entrambi gli uomini tornarono come convertiti alla tecnologia a scafo di acciaio, e Brunel abbandonò i suoi piani per costruire una nave di legno e persuase i direttori della compagnia a costruire una nave con lo scafo di acciaio.
I costruttori della SS Great Britain hanno riconosciuto una serie di vantaggi nel acciaio rispetto al tradizionale scafo in legno. Il legno stava diventando più costoso, mentre il acciaio stava diventando più economico. Gli scafi di acciaio non erano soggetti a marciume secco o tarlo ed erano anche più leggeri e meno ingombranti. Il principale vantaggio dello scafo di acciaio era la sua resistenza strutturale molto maggiore. Il limite pratico alla lunghezza di una nave con scafo in legno è di circa 300 piedi, dopo di che l’armamento, la flessione dello scafo quando le onde passano sotto di esso, diventa troppo grande. Gli scafi di acciaio sono molto meno soggetti all’inscatolamento, quindi le dimensioni potenziali di una nave con scafo di acciaio sono molto maggiori. I progettisti della nave, guidati da Brunel, furono inizialmente cauti nell'adattare i loro piani alla tecnologia del acciaio battuto. Con ogni successiva bozza, tuttavia, la nave divenne sempre più grande e più audace nella concezione. Con il quinto progetto, la nave era cresciuta fino a 3.400 tonnellate, oltre 1.000 tonnellate più grandi di qualsiasi altra nave allora esistente.

### Adozione della propulsione a vite

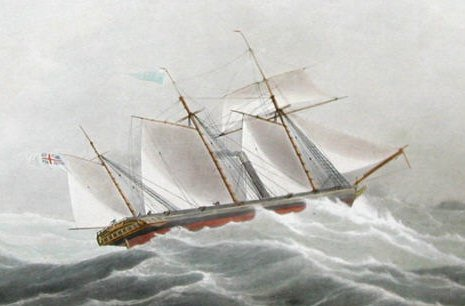
Impressione di un artista della SS Archimedes.

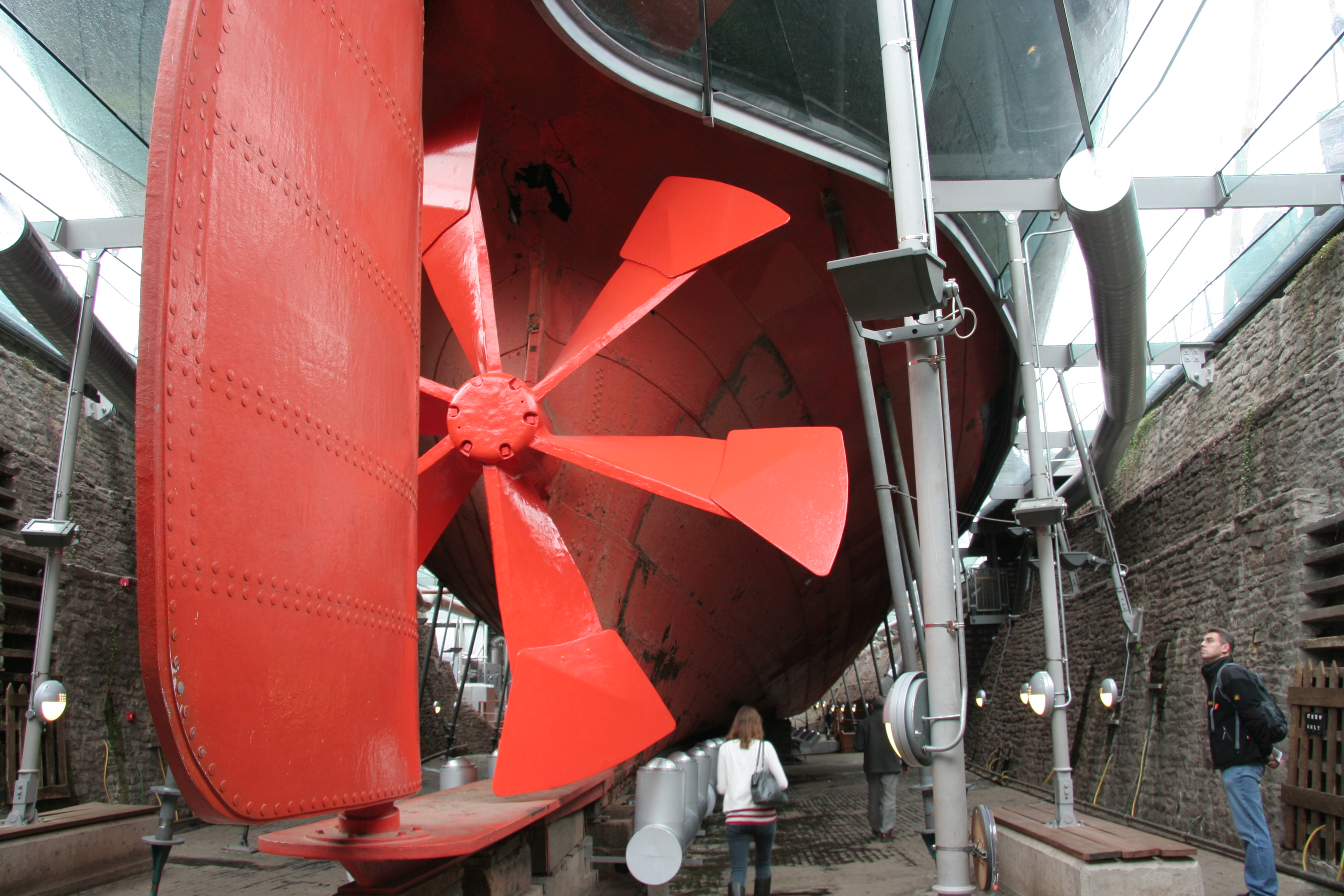
Replica dell'originale elica a sei pale originale della SS Great Britain sulla nave museo. Questa elica si dimostrò del tutto insoddisfacente in servizio e fu rapidamente sostituita con un modello a quattro pale.

All'inizio del 1840, si verificò un secondo incontro fortuito, l'arrivo a Bristol del rivoluzionario SS Archimedes, il primo piroscafo a elica, completato solo pochi mesi prima dalla Propeller Steamship Company di Francis Pettit Smith. Brunel aveva studiato metodi per migliorare le prestazioni delle ruote a pale della SS Great Britain e si interessò immediatamente alla nuova tecnologia. Smith, percependo un nuovo prestigioso cliente per la propria azienda, accettò di prestare Archimedes a Brunel per lunghi test. Per diversi mesi, Smith e Brunel hanno testato diverse eliche su Archimedes per trovare il design più efficiente, un modello a quattro pale presentato da Smith.
Dopo essersi soddisfatto dei vantaggi della propulsione a vite, Brunel scrisse ai direttori della società per convincerli ad intraprendere un secondo importante cambiamento di progettazione, abbandonando i motori a ruota a pale, già parzialmente costruiti, per motori completamente nuovi adatti ad azionare un'elica.
Brunel ha elencato i vantaggi dell'elica a vite rispetto alla ruota a pale come segue:
- I macchinari per la propulsione delle eliche erano più leggeri, migliorando così il risparmio di carburante;
- I meccanismi di propulsione delle eliche potrebbero essere mantenuti più bassi nello scafo, abbassando il centro di gravità della nave e rendendola più stabile in condizioni di mare agitato;
- Occupando meno spazio, i motori dell'elica consentirebbero di trasportare più carico;
- L'eliminazione delle ingombranti casse delle pale ridurrebbe la resistenza in acqua e consentirebbe inoltre alla nave di manovrare più facilmente in corsi d'acqua confinati;
- La profondità di una ruota a pale cambia continuamente, a seconda del carico della nave e del movimento delle onde, mentre un'elica rimane completamente immersa e in piena efficienza in ogni momento;
- I macchinari per la propulsione delle eliche erano più economici.[7]

Le argomentazioni di Brunel si dimostrarono convincenti e nel dicembre 1840 la società accettò di adottare la nuova tecnologia. La decisione divenne costosa e posticipò il completamento della nave di nove mesi.
Riferendo sull'arrivo della nave a New York, Scientific American dichiarò nel suo primo numero:
((EN) Daniel C. Schlenoff, Box 1. 165 years ago: Happy Birthday To Us, in Scientific American, vol. 303, n. 2, agosto 2010,  pp. 12–13, DOI:10.1038/scientificamerican0810-12. URL consultato il 4 ottobre 2018.)

## Varo

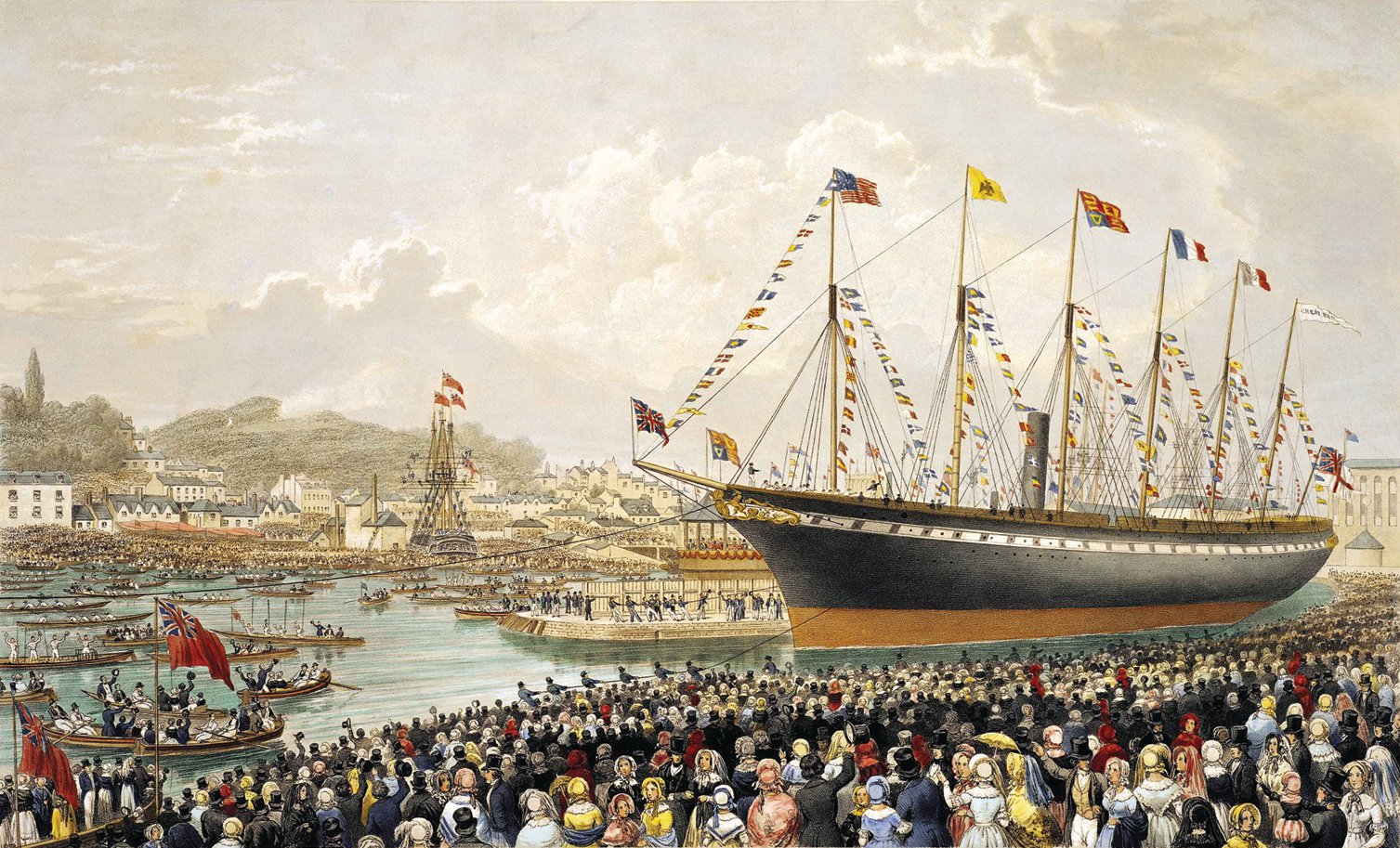
Un dipinto del varo del 1843.

Il varo o, più precisamente, il galleggiamento ebbe luogo il 19 luglio 1843. Le condizioni sono state generalmente favorevoli e i diaristi registrarono che, dopo un inizio noioso, il tempo si schiarì con poche piogge intermittenti. L'atmosfera del giorno può essere meglio valutata da un rapporto del giorno seguente in The Bristol Mirror:
La folla ha iniziato a radunarsi fin dalle prime ore del giorno, tra cui molte persone che avevano viaggiato fino a Bristol per assistere allo spettacolo. C'era un'atmosfera generale di attesa mentre l'emblema reale veniva srotolato. Il percorso della processione era stato pulito e Temple Street era stata decorata con bandiere, striscioni, fiori e nastri. I ragazzi della City School e le ragazze delle Red Maids erano disposti in una formazione ordinata lungo tutta la lunghezza della piazza. Il percorso era una massa di colori e tutti erano in strada perché era un giorno festivo. L'atmosfera di allegria permise persino di allontanare i pensieri dalle divergenze politiche di Londra.
Il principe Alberto arrivò alle 10 del mattino al capolinea della Great Western Railway. Il treno reale, condotto dallo stesso Brunel, aveva impiegato due ore e quaranta minuti da Londra. C’era una guardia d’onore dei membri delle forze di polizia, soldati e dragoni e, mentre il principe scendeva dal treno, la banda delle guardie di vita ha suonato opere di Labitsky e una selezione dal "Balletto di Alma". Due sezioni della piattaforma sono state imbarcate per la reception ed è stato notato da The Bristol Mirror che le parti sono state coperte con tappeti della casa del Consiglio. Il Principe Consorte, vestito da gentiluomo privato, era accompagnato dal suo segretario personale, il Marchese di Exeter, e dai lord Wharncliffe, Liverpool, Lincoln e Wellesley.

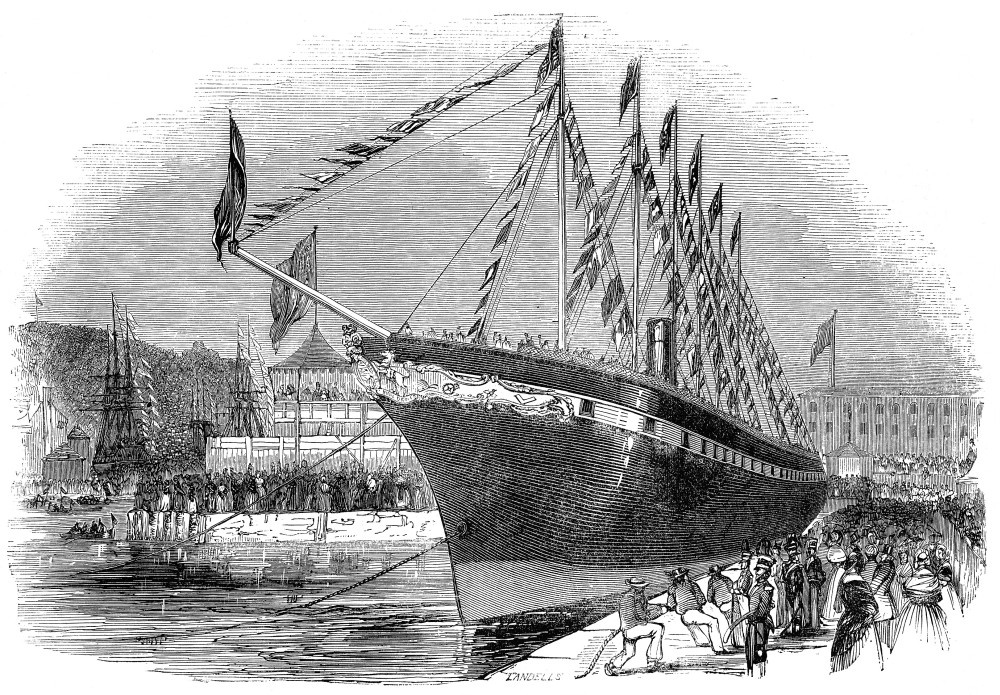
Il varo della SS Great Britain a Bristol nel luglio 1843.

Sono state fatte delle presentazioni, seguite dal "Discorso a Sua Altezza Reale il Principe Alberto", dal cancelliere della città, D. Burgess. Gli onori gli furono poi conferiti dalla Society of Merchant Venturers, e ci furono discorsi da membri del clero di Bristol. Il partito reale fece poi colazione e, dopo 20 minuti, riapparve per salire a bordo di carrozze trainate da cavalli.
A mezzogiorno, il principe arrivò al cantiere della Great Western Steamship solo per trovare la nave già "varata" e in attesa di un'ispezione reale. Salì a bordo della nave, prese un rinfresco nella sala elegantemente arredata e poi iniziò il suo giro di ispezione. Fu accolto nella sala banchetti della nave dove erano riuniti tutti i dignitari e le loro signore.
Dopo il banchetto e i brindisi, è partito per la cerimonia di battesimo. Era già stato deciso che il battesimo sarebbe stato eseguito da Clarissa (1790-1868), moglie di Philip John Miles (1773-1845) e madre del parlamentare di Bristol, Philip William Skinner Miles (1816-1881), direttore dell’azienda. Si fece avanti, afferrò la bottiglia di champagne e la spinse verso la prua. Sfortunatamente la nave a vapore Avon aveva iniziato a trainare la nave nel porto e la bottiglia cadde a circa 10 piedi (3,0 m) dal suo obbiettivo dritta in acqua. Una seconda bottiglia fu rapidamente ottenuta e il Principe la lanciò contro lo scafo di acciaio.
Nella fretta, Avon aveva iniziato il suo lavoro prima che gli orditi di riva fossero stati rilasciati. Il cavo di traino si spezzò e, a causa del conseguente ritardo, il principe fu costretto a tornare alla stazione acciaioviaria e perdere la fine del programma.

### Un altro ritardo prolungato

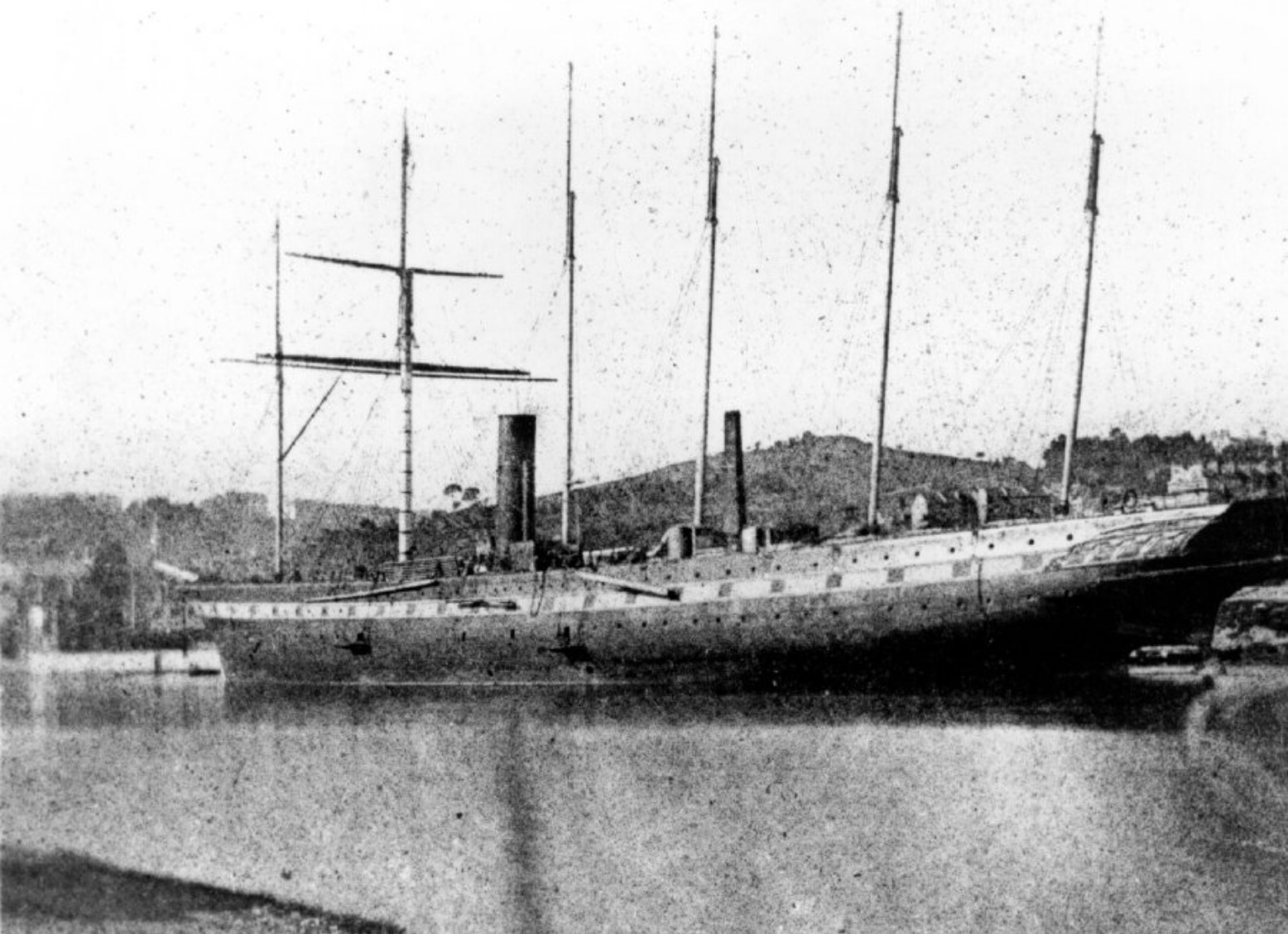
Allestimento nel bacino del Cumberland, aprile 1844. Si ritiene che questa fotografia storica di William Fox Talbot sia la prima mai scattata di una nave.

Dopo la cerimonia del varo, i costruttori avevano pianificato di far rimorchiare la SS Great Britain al Tamigi per la sua sistemazione definitiva. Sfortunatamente, le autorità portuali non sono riuscite ad apportare le necessarie modifiche alle loro strutture in modo tempestivo. Esacerbando il problema, la nave era stata ampliata oltre i piani originali per accogliere i motori delle eliche, e i suoi progettisti avevano preso una decisione tardiva di montare i motori prima del varo, che ha portato ad un pescaggio più profondo.
Questo dilemma avrebbe comportato un altro costoso ritardo per la compagnia, dato che le trattative di Brunel con la Bristol Dock Board si trascinavano da mesi. Fu solo grazie all'intervento del Board of Trade che le autorità portuali approvarono finalmente le modifiche alla chiusa, iniziate alla fine del 1844.
Dopo essere rimasta intrappolata nel porto per più di un anno, la SS Great Britain fu finalmente liberata nel dicembre del 1844, ma non prima di aver causato più ansia per i suoi proprietari. Dopo aver attraversato con successo la prima serie di chiuse, si bloccò sul suo passaggio attraverso la seconda, che conduceva al fiume Avon. Solo la maestria marinara del capitano Claxton (che dopo il servizio navale copriva la posizione di Quay Warden (Capitaneria di porto) a Bristol) le permise di essere tirata indietro e di evitare gravi danni strutturali. Il giorno seguente un esercito di operai, sotto il controllo diretto di Brunel, approfittò della marea leggermente più alta e rimosse le pietre di tamponamento e chiuse le piattaforme del cancello di blocco dalla chiusa, permettendo al rimorchiatore Samson, sempre sotto la supervisione di Claxton, di rimorchiare la nave in salvo nell'Avon a mezzanotte.

## Caratteristiche

### Caratteristiche generali

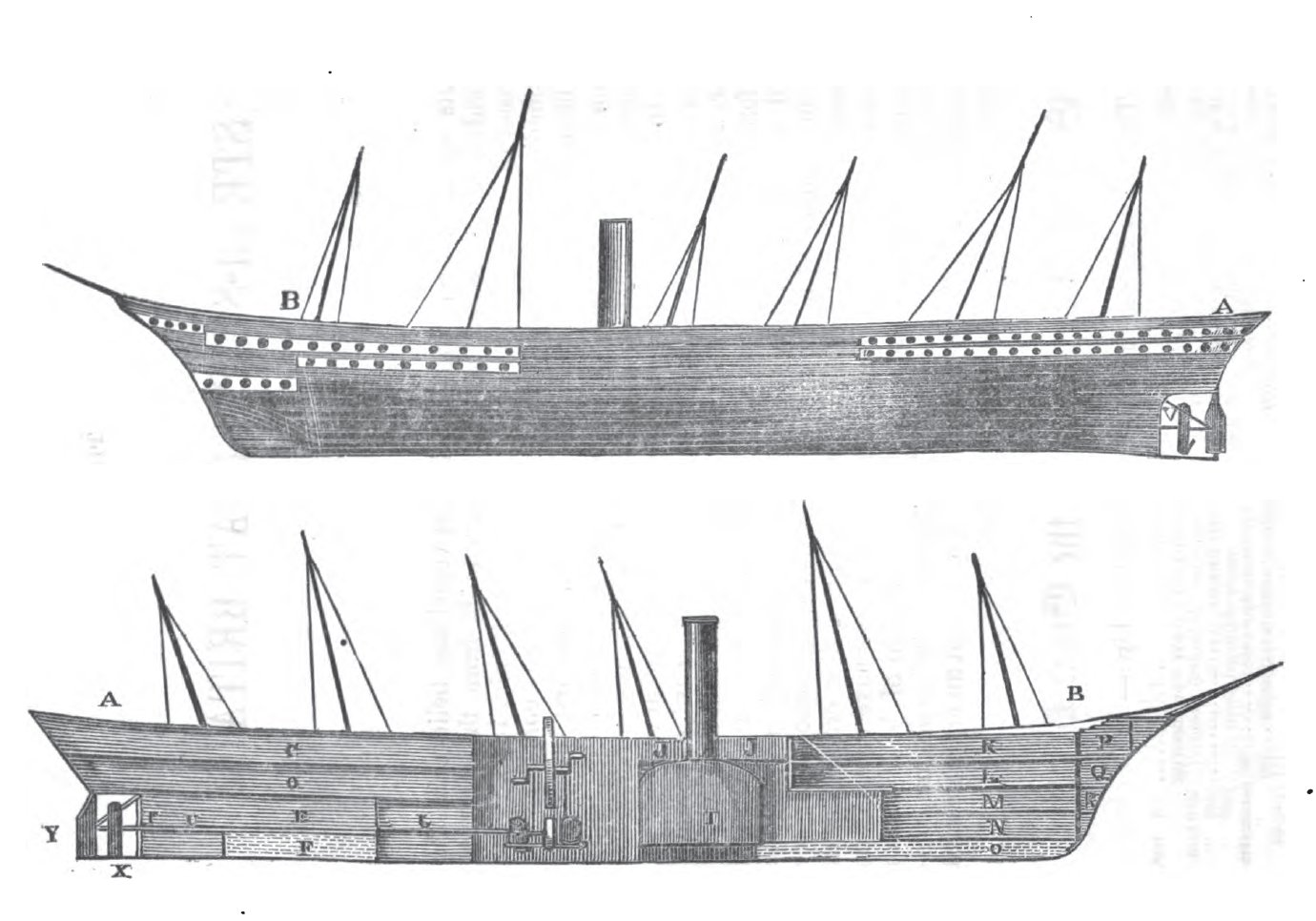
Schizzo della SS Great Britain. L'immagine in basso mostra la disposizione interna dei suoi ponti e dei suoi macchinari.

Quando fu completata nel 1845, la SS Great Britain fu una nave rivoluzionaria: la prima nave a combinare uno scafo di acciaio con propulsione a vite, con una lunghezza di 98 metri (322 ft) e un dislocamento di 3.400 tonnellate, più di 30 metri (100 ft) di lunghezza e 1.000 tonnellate più grande di qualsiasi nave costruita in precedenza. La sua larghezza massima era di 15,39 metri (50 ft 6 in) e la sua altezza dalla chiglia al ponte principale era di 9,91 metri (32 ft 6 in). Aveva quattro ponti, incluso il ponte superiore, un equipaggio di 120 persone, ed era attrezzata per ospitare un totale di 360 passeggeri, insieme a 1.200 tonnellate di carico e 1.200 tonnellate di carbone per combustibile.
Come altre navi a vapore dell'epoca, la SS Great Britain era dotata di una potenza velica secondaria, composta da un vela quadra e cinque scune, un piano velico relativamente semplice progettato per ridurre il numero di membri dell'equipaggio necessari. Gli alberi erano in acciaio, fissati al ponte di coperta con giunti in acciaio e, con una sola eccezione, incernierati per consentire il loro abbassamento per ridurre la resistenza del vento in caso di forte vento contrario. Il sartiame era di cavo in acciaio al posto della tradizionale canapa, sempre con l'obiettivo di ridurre la resistenza al vento. Un'altra caratteristica innovativa è stata la mancanza di tradizionali baluardi pesanti attorno al ponte principale sostituiti da una ringhiera in acciaio leggero, permetteva sia di ridurre il peso che far scorrere l’acqua in mare senza impedimenti in caso di maltempo.
Lo scafo e la singola ciminiera a centro nave erano entrambi finiti in vernice nera, con una sola striscia bianca che correva lungo la lunghezza dello scafo evidenziando una fila di falsi cannoni. Lo scafo era a fondo piatto, privo di chiglia esterna, e con sporgenze basse su ciascun lato a centro nave che proseguivano verso poppa in un'insolita implementazione di tumblehome - un risultato della decisione tardiva di installare motori a elica, che erano più larghi alla base rispetto ai motori a pale originariamente previsti.
Brunel, ansioso di evitare montacarichi per una nave di dimensioni senza precedenti, ha progettato lo scafo in modo che la robustezza fosse massicciamente ridondante. Lungo la chiglia sono state installate dieci travi longitudinali in acciaio, che vanno da sotto i motori e la caldaia fino alla parte anteriore. Le nervature di acciaio avevano dimensioni 6 per 3 pollici (15,2 cm × 7,6 cm). Le piastre di acciaio della chiglia erano spesse un pollice, e le cuciture dello scafo erano lappate e doppiamente rivettate in molti punti. Le caratteristiche di sicurezza, che hanno anche contribuito alla resistenza strutturale della nave, includevano un doppio fondo e cinque paratie stagne in acciaio. La quantità totale di acciaio, compresi i motori e i macchinari, era di 1.500 tonnellate.

### Macchinari

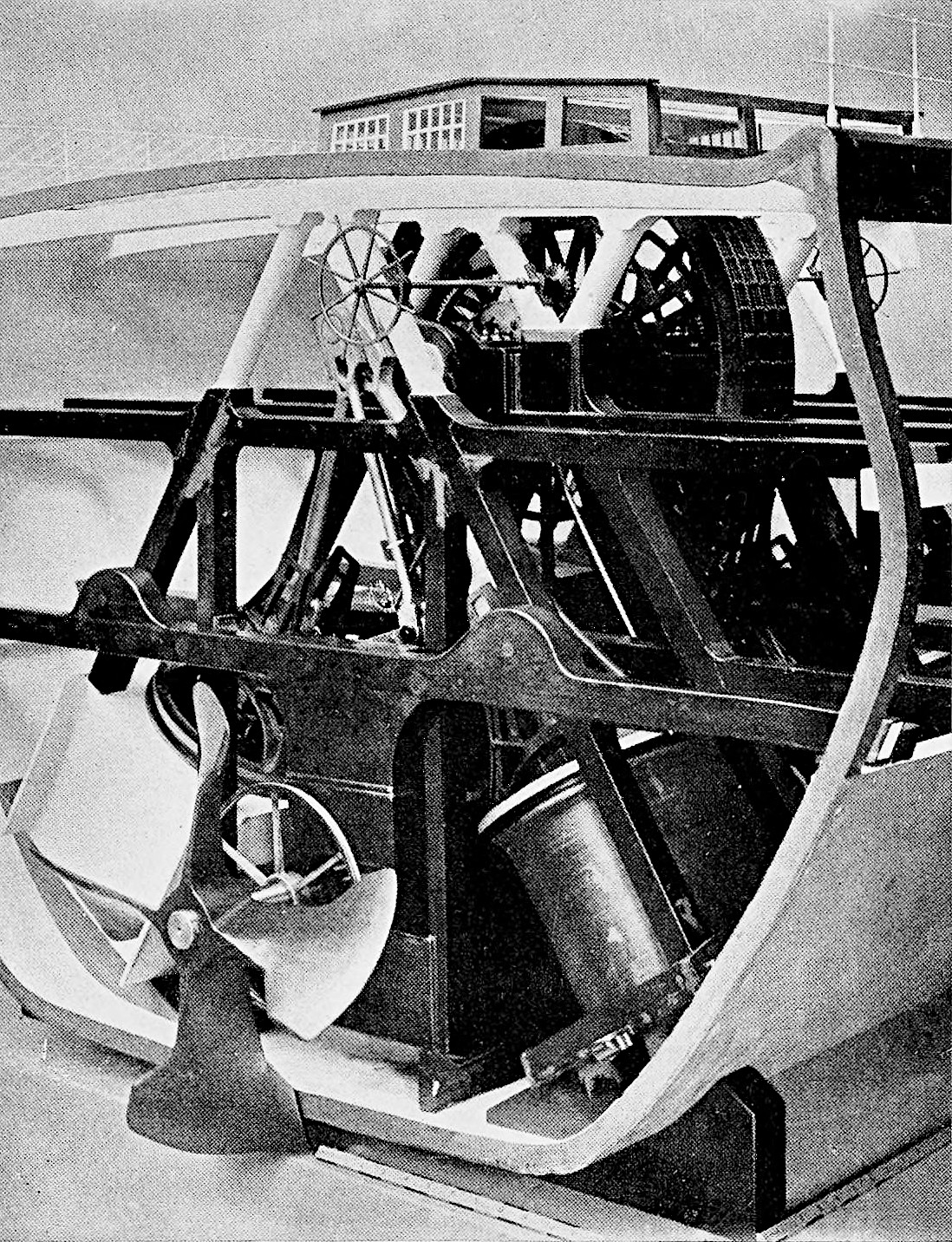
Un modello dei motori della SS Great Britain.

Due giganteschi motori ad elica furono installati a metà nave. Avevano un peso complessivo di 340 tonnellate. Sono stati costruiti su brevetto modificato del padre di Brunel, Marc. I motori, che salivano dalla chiglia attraverso i tre ponti inferiori ad un’altezza appena sotto il ponte principale, erano di tipo ad azione diretta, con doppi cilindri con alesaggio di 220 centimetri (88 in), corsa di 6 piedi (180 cm) inclinati verso l'alto con un angolo di 60°, in grado di sviluppare un totale di 1000 hp a 18 giri/min. La potenza del vapore era fornita da tre caldaie ad acqua salata lunghe 10 metri (34 ft), alte 6,7 metri (22 ft) e larghe 3,0 metri (10 ft) con pressione di 5 psi, montate a prua dei motori, con otto fornaci ciascuno (quattro a ciascuna estremità).
Nel considerare la disposizione degli ingranaggi, Brunel non ha avuto precedenti come guida. Gli ingranaggi per Archimedes, del tipo a pignone e corona, si erano rivelati quasi insopportabilmente rumorosi e non sarebbero stati adatti per una nave passeggeri. La soluzione di Brunel fu quella di installare una trasmissione a catena. Sull'albero a gomiti tra i due motori della SS Great Britain, Brunel installò una ruota dentata primaria di 5,5 metri (18 ft) di diametro, che, per mezzo di una serie di quattro massicce catene a denti invertiti o "silenziose", azionava l'ingranaggio secondario più piccolo vicino alla chiglia, che ruotava l'albero dell’elica. Questo fu il primo uso commerciale della tecnologia delle catene silenziose, e si ritiene che le singole catene silenziose installate sulla SS Great Britain siano state le più grandi mai costruite.
L’albero principale dell’elica della SS Great Britain, costruito dalla Mersey Iron Works, era il più grande singolo di macchinari. Lungo 21 metri (68 ft) e 71 centimetri (28 in) di diametro, l'albero è stato forato con un foro di diametro 25 centimetri (10 in), riducendo il suo peso e permettendo all’acqua fredda di essere pompata attraverso per ridurre il calore. Ad ogni estremità dell'albero principale dell'elica c'erano due alberi di accoppiamento secondari: un albero di 8,5 metri (28 ft), 41 centimetri (16 in) di diametro sotto il motore e un albero a vite di 7,6 metri (25 ft) di diametro e di 41 centimetri (16 in) a poppa. La lunghezza totale dei tre alberi era di 40 metri (130 ft), e il peso totale di 38 tonnellate. L'albero era orientato verso l'alto con un rapporto di 1 a 3, in modo che alla normale velocità di funzionamento dei motori di 18 giri/min, l'elica girava a una velocità di 54 giri/min. L'elica iniziale era un modello "mulino a vento" a sei pale del progetto di Brunel, con un diametro di 4,9 metri (16 ft) e con un passo di 7,6 metri (25 ft).

### Interni

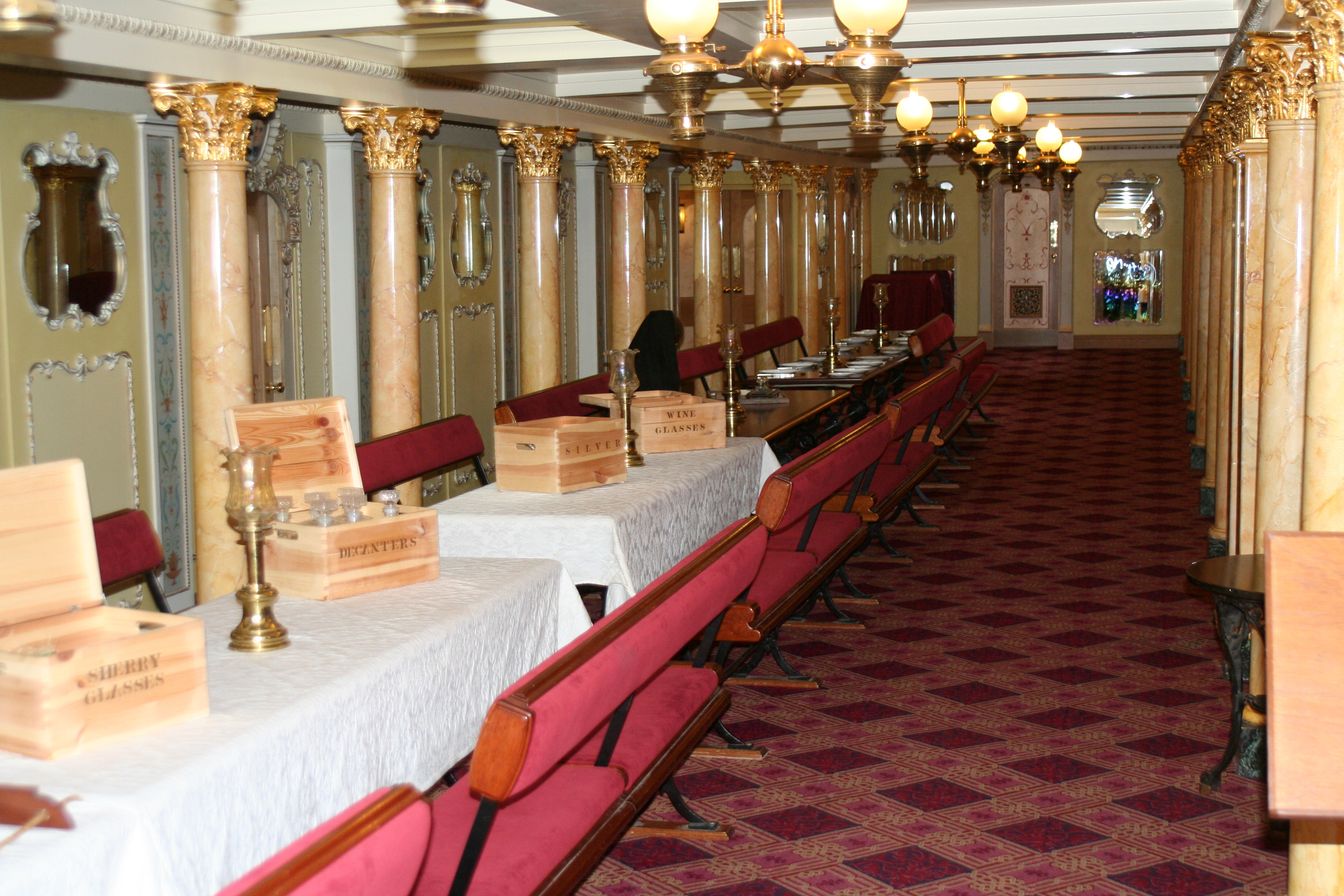
Guardando lungo il corridoio, una navata del salone da pranzo ricostruito nella nave museo SS Great Britain.

L'interno era diviso in tre ponti, i due superiori per i passeggeri e l'inferiore per il carico. I due ponti passeggeri erano divisi in compartimenti di prua e poppa, separati dai motori e dalla caldaia a centro nave.
Nella parte posteriore della nave, il ponte passeggeri superiore conteneva il salone principale, lungo 34 metri (110 ft) e largo 15 metri (48 ft), che correva da poppa della sala macchine a poppa. Su ciascun lato del salone c'erano corridoi che conducevano a 22 posti barca individuali per i passeggeri, disposti a due profondità, per un totale di 44 posti per il salone nel suo insieme. La parte anteriore del salone, più vicina alla sala macchine, conteneva due boudoir da donna di 5,2 per 4,3 metri (17 ft × 14 ft) o salotti privati, a cui si poteva accedere senza entrare nel salone dai 12 posti di ormeggio passeggeri più vicini, riservati alle donne. L'estremità opposta del salone si apriva sulle finestre di poppa. Ampie scalinate di acciaio alle due estremità del salone conducevano al ponte principale soprastante e al salone da pranzo sottostante. Il salone era dipinto in "tinte delicate", arredato lungo la sua lunghezza con sedie fisse di quercia e sostenuto da 12 pilastri decorati.
Sotto il salone di poppa si trovava il salone principale o salone da pranzo, lungo 30 metri (98 ft) e largo 9,1 metri (30 ft), con tavoli e sedie in grado di ospitare fino a 360 persone in una sola seduta. Su ciascun lato del salone, sette corridoi si aprivano su quattro cuccette ciascuno, per un totale di 28 cuccette per lato, 56 in tutto. L'estremità anteriore del salone era collegata alla cambusa di un amministratore, mentre l'estremità opposta conteneva diverse file di divani. Questo salone era apparentemente il più imponente di tutti gli spazi passeggeri. Colonne di bianco e oro, 24 in numero, con "capitelli ornamentali di grande bellezza", erano disposte lungo la sua lunghezza e lungo le pareti, mentre otto pilastri arabeschi, decorati con fiori e uccelli orientali "splendidamente dipinti", ne esaltavano l'effetto estetico. Gli archi delle porte erano "finemente intagliati e dorati" e sormontati da teste a medaglione. Gli specchi intorno alle pareti aggiungevano un'illusione di spaziosità, e le pareti stesse erano dipinte in una "delicata tonalità color limone" con riflessi blu e oro.
I due saloni di prua erano disposti in un ponte simile a quello dei saloni di poppa, con il salone superiore "promenade" con 36 posti barca per lato e 30 più in basso, per un totale di 132 posti. Più avanti, separati dai saloni passeggeri, si trovavano gli alloggi dell'equipaggio. La finitura complessiva degli alloggi dei passeggeri era insolitamente contenuta per l’epoca, un probabile riflesso delle diminuzione delle riserve di capitale dei proprietari. Il costo totale di costruzione della nave, escluse le 53.000 sterline per gli impianti e le attrezzature per la sua costruzione, è stato di 117.000 sterline, 47.000 in più rispetto al prezzo previsto inizialmente di 70.000 sterline.

## Storia del servizio

### Servizio transatlantico

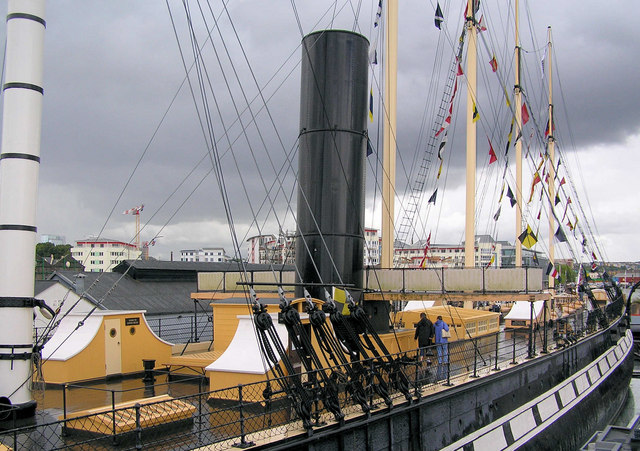
La ciminiera principale.

Il 26 luglio 1845 - sette anni dopo che la Great Western Steamship Company aveva deciso di costruire una seconda nave, e cinque anni in ritardo – SS Great Britain intraprese il suo viaggio inaugurale, da Liverpool a New York sotto il capitano James Hosken, con 45 passeggeri. La nave effettuò il passaggio in 14 giorni e 21 ore, con una velocità media di 9,25 nodi (17,13 km/h), quasi 1,5 nodi (2,8 km/h) più lenti del record prevalente. Ha fatto il viaggio di ritorno in 13 giorni e mezzo, di nuovo un tempo non eccezionale.
Brunel, che prima dell'inizio del servizio aveva sostituito un design a "mulivo a vento" a sei pale per il collaudato design a elica a quattro pale di Smith, ora ha deciso di provare a migliorare la velocità facendo rivettare altri due pollici di acciaio a ciascuna lama dell'elica. Alla sua successiva traversata a New York, con a bordo 104 passeggeri, la nave si è imbattuta in condizioni meteorologiche avverse, perdendo un albero e tre pale dell'elica. Il 13 ottobre si incagliò sulla secca del Massachusetts Shoals. Fu rimessa a posto e, dopo aver ottenuto una scorta di carbone dalla scuna americana David Coffin, riprese il suo viaggio. Dopo le riparazioni a New York, partì per Liverpool con soli 28 passeggeri e perse quattro pale dell'elica durante la traversata. A questo punto, un altro difetto di progettazione era diventato evidente. La nave rotolava pesantemente, specialmente in condizioni di tempo calmo senza l'influenza costante della vela, causando grande disagio ai passeggeri
Gli azionisti dell’azienda hanno nuovamente fornito ulteriori finanziamenti per cercare di risolvere i problemi. L'elica a sei pale è stata eliminata e sostituita con il disegno originale a quattro pale in ghisa. Il terzo albero fu rimosso e il sartiame di acciaio, che si era dimostrato insoddisfacente, fu sostituito con un sartiame convenzionale. In una modifica importante, due alette antirollio da 34 metri (110 ft) sono state aggiunte a ciascun lato nel tentativo di diminuire la sua tendenza al rollio. Queste riparazioni e modifiche hanno ritardato il suo rientro in servizio fino all'anno successivo.

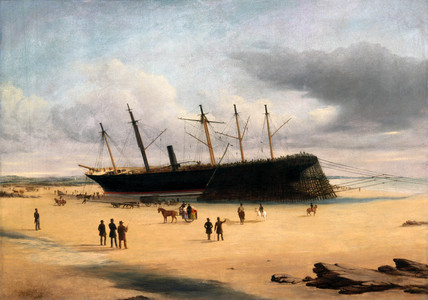
Bloccati nella baia Dundrum, 1846.

Nella sua seconda stagione di servizio nel 1846, SS Great Britain completò con successo due viaggi di andata e ritorno a New York ad una velocità accettabile, ma fu poi rimessa a posto per le riparazioni a uno dei suoi tamburi a catena, che mostrava un inaspettato grado di usura. Intraprendendo il suo terzo passaggio della stagione a New York, il suo capitano ha fatto una serie di errori di navigazione che l'hanno portata a incagliarsi nella baia Dundrum, sulla costa nord-orientale dell'Irlanda, il 22 settembre. Non vi è stata alcuna indagine formale, ma è stato recentemente suggerito che ciò era dovuto principalmente al fatto che il capitano non aveva aggiornato le carte, così ha scambiato la luce del faro di St John per la luce di Calf sull'isola di Man.
Rimase incagliata per quasi un anno, protetta da misure temporanee organizzate da Brunel e James Bremner. Nell'agosto del 1847, fu liberata al costo di 34.000 sterline e riportata a Liverpool, ma questa spesa esaurì le riserve rimanenti della compagnia. Dopo aver languito al North Dock per un po' di tempo, fu venduta a Gibbs, Bright & Co., ex agenti della Great Western Steamship Company, per soli 25.000 sterline.

#### Rinnovo e rimessa in servizio

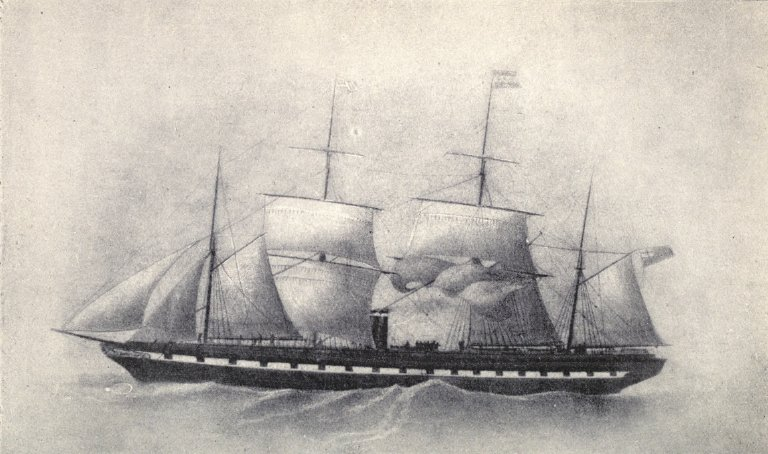
SS Great Britain nel 1853, dopo il suo riadattamento a quattro alberi.

I nuovi proprietari hanno deciso di non limitarsi a riadattare completamente l'imbarcazione. La chiglia, gravemente danneggiata durante la messa a terra, è stata completamente rinnovata per una lunghezza di 46 metri (150 ft), e i proprietari hanno colto l'opportunità per rafforzare ulteriormente lo scafo. Le vecchie chiglie sono state sostituite e ne sono state posate dieci nuove, che hanno percorso l'intera lunghezza della chiglia. Anche la prua e la poppa sono state rinforzate da pesanti telai di acciaio a doppio angolo.
Riflettendo i rapidi progressi nella tecnologia dei motori ad elica, i motori originali sono stati rimossi e sostituiti con una coppia di motori oscillanti più piccoli, più leggeri e più moderni, con cilindri di diametro di 210 centimetri (82,5 in) e corsa di 1,8 metri (6 ft), costruiti da John Penn & Sons di Greenwich. Sono stati inoltre dotati di un maggiore supporto alla base e ulteriormente sostenuti dall'aggiunta di travi in acciaio e legno che attraversano trasversalmente lo scafo, con l'ulteriore vantaggio di ridurre le vibrazioni del motore.
L'ingombrante ingranaggio della trasmissione a catena fu sostituito con un più semplice e ormai collaudato sistema a ruote dentate, sebbene l'ingranaggio dei motori all'albero dell'elica rimase in un rapporto di uno a tre. Le tre grandi caldaie sono state sostituite da sei più piccole, funzionanti a 10 psi o al doppio della pressione dei loro predecessori. Insieme a una nuova cabina di 91 metri (300 ft) sul ponte principale, le caldaie più piccole hanno permesso di raddoppiare la capacità di carico, da 1.200 a 2.200 tonnellate.
L'elica a quattro pale fu sostituita da un modello a tre pale leggermente più piccolo, e le chiglie di sentina, precedentemente aggiunte per ridurre la tendenza al rollio, furono sostituite da una pesante chiglia esterna di quercia per lo stesso scopo. Il piano velico della goletta a cinque alberi fu sostituito da quattro alberi, due dei quali a sezione quadrata. Con la ristrutturazione completa, la SS Great Britain tornò in servizio sulla rotta di New York. Dopo un solo ulteriore viaggio di andata e ritorno fu venduta nuovamente ad Antony Gibbs & Sons, che prevedeva di metterla in servizio sulla tratta Inghilterra-Australia.

### Servizio in Australia
Antony Gibbs & Sons avrebbe potuto impiegare la SS Great Britain solo per sfruttare una temporanea richiesta di servizi passeggeri per i giacimenti auriferi australiani dopo la scoperta dell'oro a Victoria nel 1851, ma trovò impiego a lungo termine su questa rotta. Per il suo nuovo ruolo fu ristrutturata per la terza volta. La sua sistemazione per i passeggeri fu aumentata da 360 a 730, e il suo piano velico cambiò in un modello tradizionale a tre alberi a forma quadrata. Era equipaggiata con un'elica rimovibile, che poteva essere issata sul ponte con le catene per ridurre la resistenza quando era sotto la sola forza delle vele.
Nel 1852, la Great Britain fece il suo primo viaggio a Melbourne, in Australia, trasportando 630 emigranti. Lì suscitò grande interesse, con 4.000 persone che pagavano uno scellino ciascuno per ispezionarla. Ha operato sulla rotta Inghilterra-Australia per quasi 30 anni, interrotta solo da due relativamente brevi soggiorni come nave trasporto truppe durante la guerra di Crimea e l'Ammutinamento indiano. Gradualmente, si guadagnò la reputazione come la più affidabile delle navi emigranti in Australia e portò la prima squadra inglese di cricket a visitare l'Australia nel 1861.
Alexander Reid, scrivendo nel 1862, registrò alcune statistiche di un tipico viaggio. La nave, con un equipaggio di 143 persone, partì da Liverpool il 21 ottobre 1861, trasportando 544 passeggeri (compresa la squadra inglese di cricket che fu la prima a visitare l'Australia), una mucca, 36 pecore, 140 suini, 96 capre e 1114 polli, anatre, oche e tacchini. Il viaggio a Melbourne (il nono) durò 64 giorni, durante i quali il miglior giorno di navigazione fu di 354 miglia e il peggiore di 108. Con venti favorevoli la nave viaggiava a vela da sola, ritirando l’elica dall'acqua. Tre passeggeri morirono durante il viaggio. Il capitano era John Gray, uno scozzese, che aveva ricoperto la carica da prima della guerra di Crimea.
Giovedì 8 ottobre 1868 The Argus (Melbourne) riportava "Oggi, alla luce del giorno, la raffinata nave a vapore Great Britain lascerà il suo ancoraggio nella baia di Hobson, diretta a Liverpool. In questa occasione trasporta meno del suo solito complemento di passeggeri, la stagione non è quella preferita dai coloni che desiderano visitare la loro terra natia. La Great Britain, tuttavia, ha un carico completo e trasporta oro per un valore di circa 250.000 sterline. Con il suo ottimo stato, probabilmente dovremo, a tempo debito, congratulazioni al Capitano Grey per aver raggiunto un altro viaggio di successo." Gray morì in circostanze misteriose, scomparendo la notte durante un viaggio di ritorno da Melbourne, nella notte tra il 25 e il 26 novembre 1872.

### Storia successiva

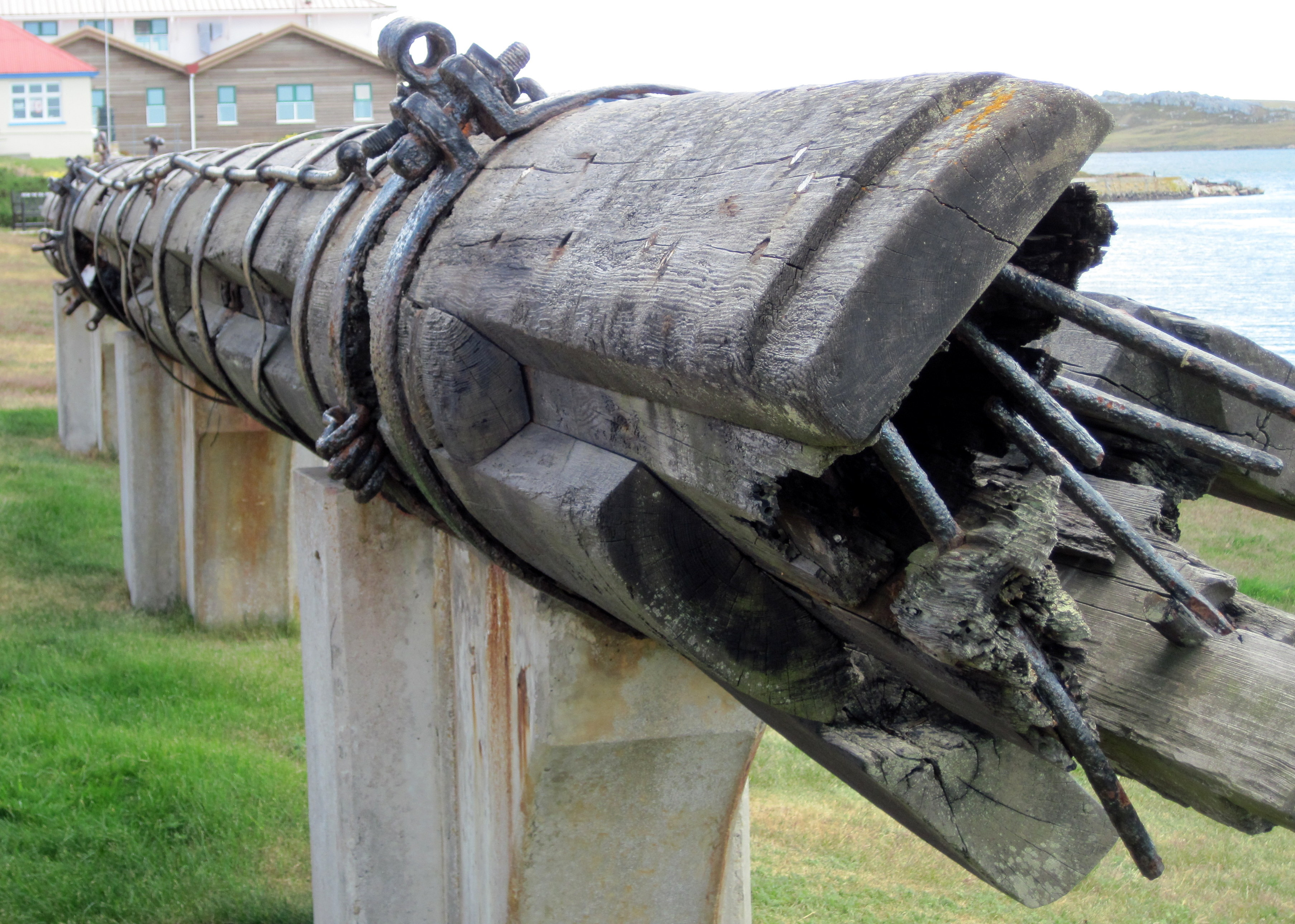
L’albero di mezzana della nave a Port Stanley.

Nel 1882 la SS Great Britain fu trasformata in una nave a vela per il trasporto di carbone sfuso. Il suo viaggio finale risale al 1886, dopo aver caricato il carbone e lasciato il Penarth Dock per Panama l'8 febbraio. Dopo un incendio a bordo, fu trovata ormeggiata a Port Stanley, nelle Isole Falkland, danneggiata e per riparazioni economiche. Fu venduta alla Falkland Islands Company e utilizzata, a galla, come scafo di stoccaggio (bunker di carbone) fino al 1937, quando fu trainata a Sparrow Cove, a 3,5 miglia da Port Stanley, affondata e abbandonata. Come bunker, coagulò la flotta dell’Atlantico del Sud che sconfisse la flotta dell'ammiraglio Graf Maximilian von Spee nella prima guerra mondiale nelle Isole Falkland. Durante la seconda guerra mondiale, una parte del suo acciaio è stato preso per riparare la HMS Exeter 68, una delle navi della Royal Navy che ha combattuto la Graf Spee e fu gravemente danneggiata durante la battaglia del Río de la Plata.

## Recupero e restauro
L'operazione di salvataggio, resa possibile da numerose grandi donazioni, tra cui Sir Jack Hayward e Sir Paul Getty, fu organizzata dal "SS Great Britain Project", presieduto da Richard Goold-Adams. Ewan Corlett ha condotto un'indagine di un architetto navale, riferendo che poteva essere rimessa a posto. Un pontone sommergibile, Mulus III, fu noleggiato nel febbraio 1970. Un rimorchiatore tedesco, Varius II, fu noleggiato, raggiungendo Port Stanley il 25 marzo. Il 13 aprile, dopo qualche preoccupazione per una crepa nello scafo, la nave fu montata con successo sul pontone e il giorno seguente il rimorchiatore, il pontone e la SS Great Britain salparono a Port Stanley per i preparativi per il viaggio transatlantico. Il viaggio (nome in codice "Voyage 47") iniziò il 24 aprile, si fermò a Montevideo dal 2 maggio al 6 maggio per un’ispezione, per poi attraversare l'Atlantico e arrivare a Barry Docks, ad ovest di Cardiff il 22 giugno. ("Voyage 47" fu scelto come nome in codice perché fu durante il suo 47° viaggio da Penarth, nel 1886, che durante una tempesta aveva cercato rifugio nelle Falkland). I rimorchiatori di Bristol la sostituirono e la rimorchiarono, sempre sul suo pontile, fino al porto di Avonmouth.
La nave fu quindi tolta dal pontile in preparazione del suo rientro a Bristol. Domenica 5 luglio, tra un notevole interesse dei media, la nave è stata trainata lungo il fiume Avon fino a Bristol. Forse il momento più memorabile per le folle che fiancheggiavano le ultime miglia era il suo passaggio sotto il ponte sospeso di Clifton, un altro progetto di Brunel. Ha aspettato per due settimane nel bacino del Cumberland per una marea abbastanza alta da farla tornare attraverso le chiuse al Floating Harbour e al suo luogo di nascita, il bacino di carenaggio nel Great Western Dockyard (ora un edificio classificato di grado II, dismesso dopo i danni causati dal bombardamento nella seconda guerra mondiale).

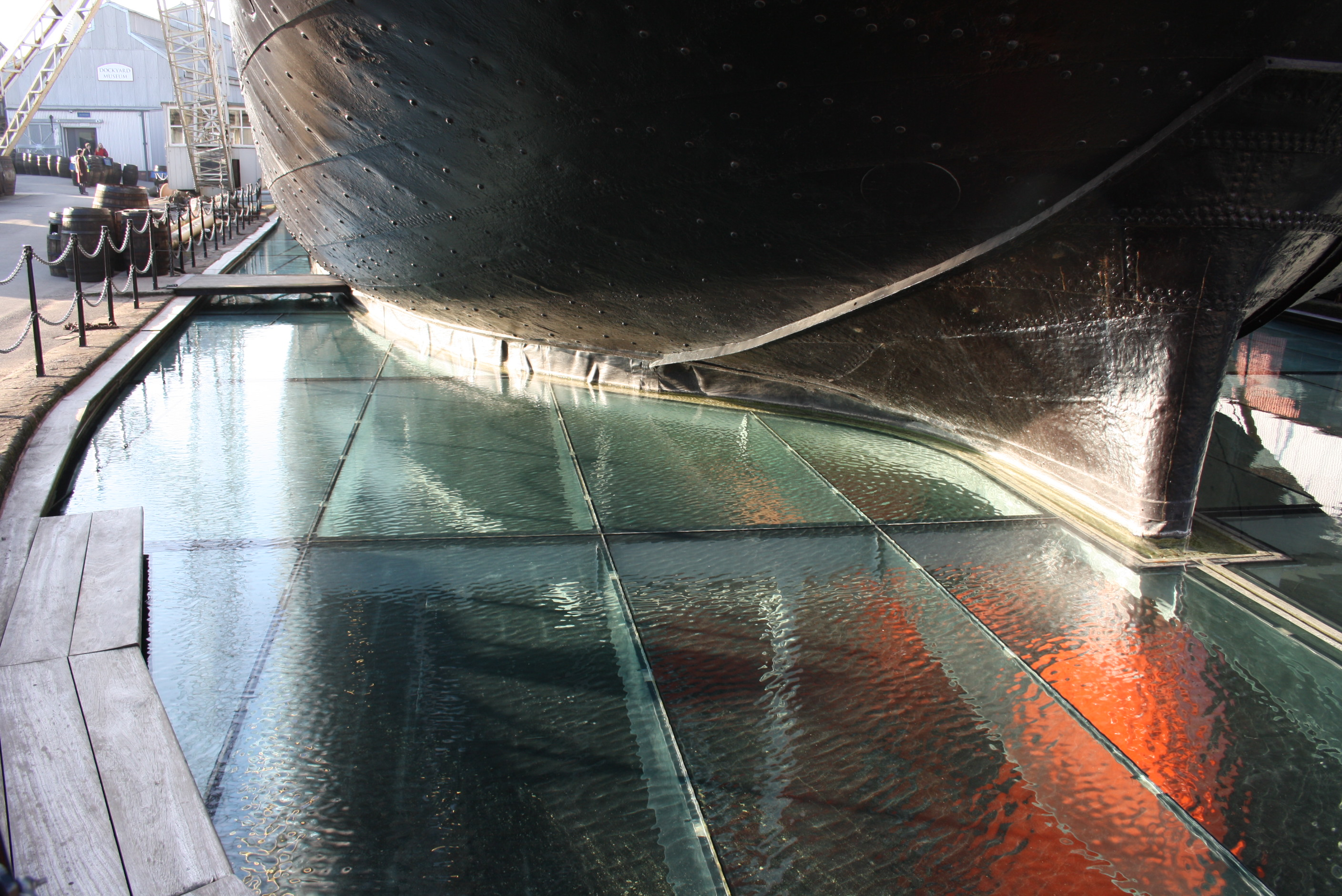
Il sigillo aereo attorno allo scafo della SS Great Britain.

Il recupero e il successivo viaggio dalle Falkland a Bristol furono rappresentati nel programma della BBC Chronicle del 1970; "The Great Iron Ship".
L'intento originale era quello di riportarla al suo stato del 1843. Tuttavia, la filosofia cambiò e la conservazione di tutto il materiale sopravvissuto prima del 1970 divenne l'obiettivo. Nel 1984 la SS Great Britain fu designata come Historic Mechanical Engineering Landmark dalla American Society of Mechanical Engineers, la quarta designazione di questo tipo al di fuori degli Stati Uniti.
Nel 1998, un'indagine approfondita ha scoperto che lo scafo continuava a corrodersi nell'atmosfera umida del bacino e le stime le hanno dato 25 anni prima di corrodersi. Cominciarono vasti lavori di conservazione che culminarono nell'installazione di una lastra di vetro attraverso il bacino di carenaggio al livello della sua linea di galleggiamento, con due deumidificatori, mantenendo lo spazio sottostante al 20% di umidità relativa, sufficientemente asciutto per preservare il materiale sopravvissuto. Completato questo lavoro, la nave è stata "rilanciata" nel luglio 2005 e l'accesso dei visitatori al bacino di carenaggio è stato ripristinato. Il sito è visitato da oltre 150.000 visitatori all'anno, con un picco nel 2006, quando 200.000 persone hanno visitato il sito.

### Premi
L’ingegnere Fenton Holloway ha vinto il premio IStructE per Heritage Buildings nel 2006 per il restauro della SS Great Britain. Nel maggio di quell'anno la nave vinse il prestigioso premio Gulbenkian per musei e gallerie. Il presidente della giuria, il professor Robert Winston, ha commentato:
Il progetto ha vinto il The Crown Estate Conservation Award nel 2007, e il premio del museo europeo dell'anno dalla fondazione Luigi Michelitti per il 'Migliore museo industriale o della tecnologia'. Nel 2008 il valore educativo del progetto è stato premiato con il Sandford Award per Heritage Education. Nonostante i premi ricevuti dalla SS Great Britain, il modo in cui la mostra è stata presentata è stata criticata per aver presentato un particolare punto di vista sulla storia culturale in generale e sull'Impero britannico in particolare.

## Cultura di massa

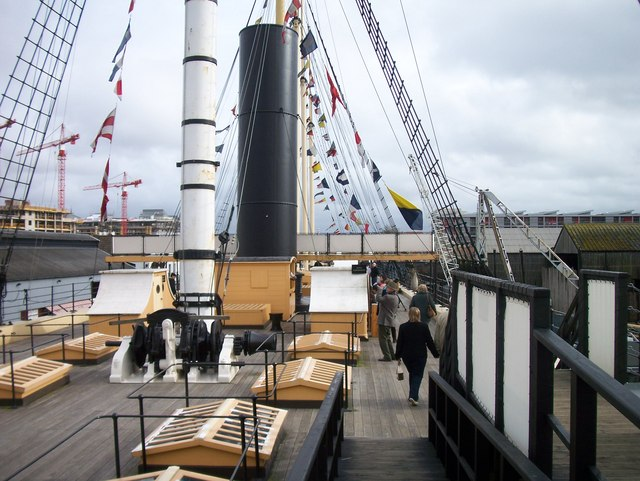
A bordo della SS Great Britain.

La SS Great Britain è apparsa in diversi speciali televisivi.
- La serie ITV1 The West Country Tonight, nel luglio 2010, ha raccontato cinque aspetti della storia della SS Great Britain: la sua storia, i suoi restauri e i ricordi dei bristoliani del suo ritorno in città, mostrando i filmati dell'evento. Il corrispondente Robert Murphy viaggiò a Grand Bahama per un'intervista esclusiva con Sir Jack Hayward, poi si trasferì nelle Isole Falkland dove parlò con gli isolani che hanno lavorato nella squadra di salvataggio.[75]
- Un documentario della BBC West intitolato When Brunel's Ship Came Home racconta la storia dell'operazione di salvataggio ed è stato trasmesso su BBC One nell'Inghilterra occidentale il 12 luglio 2010. Include ricordi di molte delle persone coinvolte.[76]
- Un cortometraggio animato di 15 minuti intitolato The Incredible Journey prodotto con la University of the West of England racconta la storia del ritorno della nave a Bristol dalle Falklands nel 1970.[77]
- Nel 2015 è stato annunciato che il nuovo passaporto britannico includerà un'immagine della SS Great Britain su una pagina di Iconic Innovations.[78]
- La serie tv Most Haunted trasmessa su Living TV è stata girata a bordo della nave nel 2009.

## Dimensioni
- Lunghezza: 98 metri (322 ft)[62]
- Larghezza massima: 15,4 metri (50,5 ft)[62]
- Altezza (dal ponte principale alla chiglia): 9,9 metri (32,5 ft)[79]
- Peso a vuoto: 1.930 long ton (2.161 short ton, 1.961 tonnellate)[79]
- Dislocamento: 3.018 long ton (3.380 short ton, 3.066 tonnellate)[79]

Motore
- Potenza nominale: 1 000 cavalli vapore britannici (750 kW)[79]
- Peso: 340 ton[79]
- Cilindri: 4  'V' invertita, diametro 220 centimetri (88 in)[79]
- Corsa: 180 centimetri (72 in)[79]
- Pressione: 34 chilopascal (5 psi)[79]
- RPM: Max. 20 rpm[79]
- Albero motore principale: lungo 5,2 metri (17 ft) e di diametro 71 centimetri (28 in)[79]

Propulsione ad elica
- Diametro: 4,7 metri (15,5 ft)[79]
- Peso: 77 cwt (3.912 kg)[79]
- Velocità: 55 rpm[79]

Altri dati
- Capacità di carburante: 1.100 tonnellate di carbone[79]
- Capacità di acqua: 200 tonnellate[79]
- Capacità di carico: 1.200 tonnellate[79]
- Costo di costruzione: £117.295[79]